# إستريد بريكان
إستريد بريكان (بالإنجليزية: Estrid Brekkan)‏ (ولدت عام 1954) هي دبلوماسية آيسلندية وسفيرة آيسلندا السابقة لدى السويد، ألبانيا والكويت.

## الحياة المهنية
في عام 1974، بدأت إستريد العمل في وزارة الشؤون الخارجية (آيسلندا). من عام 2002 إلى عام 2006، عملت مستشارة في السفارة في أوسلو. ومن 2008 إلى 2013 شغلت منصب وزيرة مستشارة في السفارة في باريس، ومن 2013 حتى 2015 كانت مديرة المنظمات الدولية وحقوق الإنسان في إدارة الشؤون الدولية والأمنية بوزارة الخارجية، ونائبة المدير العام للإدارة.
في عام 2015، عُينت سفيرة آيسلندا لدى السويد وألبانيا والكويت. وقدمت أوراق اعتمادها في ستوكهولم في 23 سبتمبر 2015. شجعت على الاستثمار المستدام في آيسلندا. خلفها هانس هايميسون في عام 2020، وبحلول عام 2021، كانت تشغل منصب رئيسة المراسم في وزارة الخارجية الآيسلندية.

## الحياة الشخصية
تنحدر إستريد من أصول آيسلندية ودنماركية وسويدية. وحصلت على درجة في العلوم السياسية من جامعة ماريلاند يونيفرسيتي كوليدج.